# İstanbul Futbol Ligi 1913/14

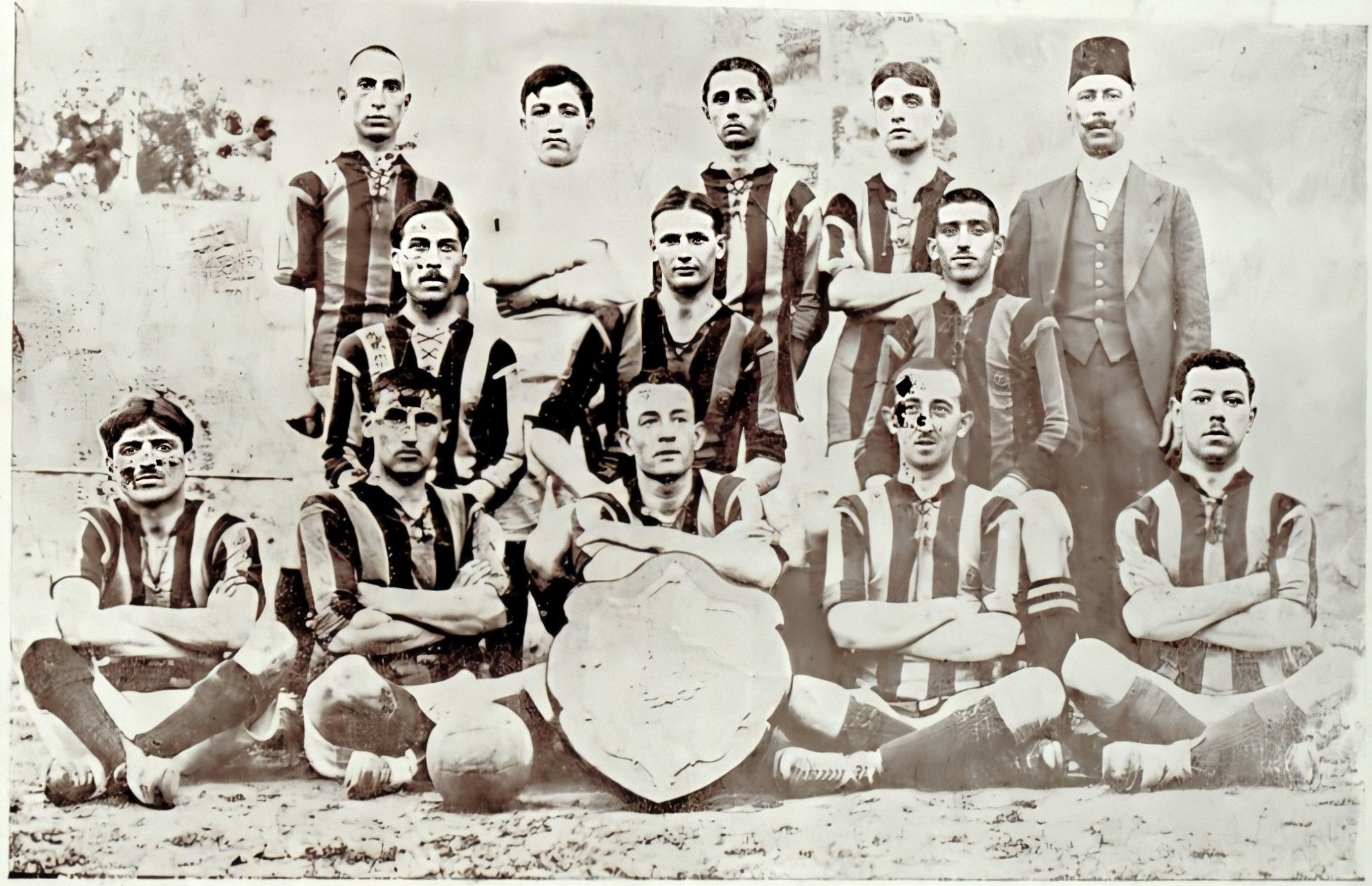
Fenerbahçe Istanbul, İstanbul Futbol Ligi 1913/14-Sieger

Die İstanbul Futbol Ligi 1913/14 war die neunte ausgetragene Saison der İstanbul Futbol Ligi und Meister wurde zum zweiten Mal Fenerbahçe Istanbul.
Strugglers FC wurde von den Verantwortlichen der Liga aufgefordert, die Trikotfarben von blau-weiß zu ändern. Strugglers FC war dagegen und trat nach dem 6. Spieltag aus der Liga zurück. Die Mannschaft von Telefoncular zog sich, aus nicht bekannten Gründen, einen Spieltag vorher aus der Liga zurück. Die darauffolgenden Spiele wurden für die jeweiligen Gegner mit 1:0 gewertet.

## Statistiken

### Abschlusstabelle
Punktesystem
Sieg: 2 Punkte, Unentschieden: 1 Punkt, Niederlage: 0 Punkte
| Pl. | Verein               | Sp. | S | U | N | Tore    | Diff. | Punkte |
| --- | -------------------- | --- | - | - | - | ------- | ----- | ------ |
| 1.  | Fenerbahçe Istanbul  | 10  | 8 | 2 | 0 | 026:600 | +20   | 18     |
| 2.  | Rumblers FC          | 10  | 4 | 4 | 2 | 015:120 | +3    | 12     |
| 3.  | Progres              | 10  | 5 | 2 | 3 | 009:800 | +1    | 12     |
| 4.  | Galatasaray Istanbul | 10  | 3 | 4 | 3 | 014:120 | +2    | 10     |
| 5.  | Strugglers FC        | 9   | 2 | 2 | 5 | 010:160 | −6    | 06     |
| 6.  | Telefoncular         | 9   | 0 | 0 | 9 | 001:210 | −20   | 0      |

## Kreuztabelle
Die Kreuztabelle stellt die Ergebnisse aller Spiele dieser Saison dar. Die Heimmannschaft ist in der linken Spalte, die Gastmannschaft in der oberen Zeile aufgelistet.
| 1913/14              | Fenerbahçe Istanbul | RUM | PRO | Galatasaray Istanbul | STR | TEL |
| -------------------- | ------------------- | --- | --- | -------------------- | --- | --- |
| Fenerbahçe Istanbul  |                     | 3:3 | 2:0 | 4:2                  | 1:0 | 3:0 |
| Rumblers FC          | 0:3                 |     | 0:0 | 2:2                  | 5:0 | 2:1 |
| Progres              | 1:3                 | 3:0 |     | 1:1                  | 0:2 | 1:0 |
| Galatasaray Istanbul | 0:0                 | 0:2 | 0:1 |                      | 1:0 | 1:0 |
| Strugglers FC        | 0:6                 | 0:0 | 0:1 | 2:2                  |     | :   |
| Telefoncular         | 0:1                 | 0:1 | 0:1 | 0:1                  | 0:6 |     |

## Die Meistermannschaft von Fenerbahçe Istanbul
| 1. | Fenerbahçe Istanbul |
|    | - Tor: Karnik Arslanyan - Abwehr: Jan Boris, Çerkes Sabri, Arif Bey - Mittelfeld: Wilhelm Kolmar, Kostadin Borki - Angriff: Said Salahaddin, Orhan Bey, Miço Dimitropulos, Hikmet Topuz, Galip Kulaksızoğlu |